# Constructions
Constructions er titlen på Ste van Holms tredje fuldlængde-album, der udkom i 2007.

Albummet er markant anderledes end Ste van Holms to forgående album, ikke mindst fordi Constructions for en stor del bestod af sange. Der er dog også instrumentale numre på Constructions, som f.eks. nummeret Contamination.

Constructions' udtryk er meget dystert og teksterne læner sig op ad afsavn, desperation, død og politisk utilpassethed. Det tog otte år fra den oprindelige idé til albummet udkom, og i denne tid udforskede Ste van Holm sit lydunivers ved at gå rundt på forladte, kondemnerede fabrikker og suge indtryk til sig. Størst betydning for udtrykket fik Wennbergsiloen som var en del af Soyakagefabrikken på Islands Brygge i København. Det er også Wennberg siloen der er afbilledet på Constructions' forside. Disse fabriksområder blev yderligere udforsket i samarbejde med musikeren Thomas Hillebrandt, og sammen udviklede de konceptet Dinge und Sachen, som i enkelthed gik ud på at optage lyde, sample dem og bruge dem i musisk kontekst. Dinge und Sachen konceptet læner sig grundigt op ad den franske strømning Musique Concrete, og Ste van Holm vedkender sig også Louigi Russolos støj-manifest fra 1919.

Constructions' udtryk faldt for alvor på plads i 2003, da Ste van Holm tog til Berlin for at lave filmen Traumfestival om bandet Einstürzende Neubauten. På den DVD der fulgte med udgivelsen af Constructions udtaler Ste van Holm, at det var tiden sammen med N.U. Unruh fra Einstürzende Neubauten der fik Constructions' lyd til at stå helt klart for ham.

## Spor
- Drown
- Flotsam & Jetsam
- Contamination
- The Apperition
- Kite
- Three Red Frames
- Maleficence
- Intrusion
- Plastination
- Termination
- Fragments
- The Noise

## Medvirkende
- Ste van Holm
- Thomas Hillebrandt
- Troels Bech
- Martin Jørgensen
- Mikkel Paaske
- Julie Sønderstrup
- Anders Brandt
- Astrid Myrup
- Majbritt Løfgreen